# The Show : Live on Tour
Tournées par Niall Horan
Flicker World Tour
(2018)
The Show : Live on Tour est la troisième tournée mondiale du chanteur irlandais Niall Horan, à la suite de la sortie de son troisième album studio, The Show (2023). La tournée débute le 20 février 2024 à Belfast, en Irlande du Nord et se termine le 3 septembre 2024 à Londres, en Angleterre.

## Dates
| Date             | Ville            | Pays             | Stade                                           |
| Europe           | Europe           | Europe           | Europe                                          |
| ---------------- | ---------------- | ---------------- | ----------------------------------------------- |
| 20 février 2024  | Belfast          | Royaume-Uni      | SSE Arena Belfast                               |
| 21 février 2024  | Belfast          | Royaume-Uni      | SSE Arena Belfast                               |
| 23 février 2024  | Dublin           | Irlande          | 3Arena                                          |
| 24 février 2024  | Dublin           | Irlande          | 3Arena                                          |
| 25 février 2024  | Dublin           | Irlande          | 3Arena                                          |
| 27 février 2024  | Birmingham       | Royaume-Uni      | Resorts World Arena                             |
| 28 février 2024  | Glasgow          | Royaume-Uni      | OVO Hydro                                       |
| 1er mars 2024    | Londres          | Royaume-Uni      | OVO Arena Wembley                               |
| 4 mars 2024      | Cardiff          | Royaume-Uni      | Cardiff International Arena                     |
| 5 mars 2024      | Manchester       | Royaume-Uni      | AO Arena                                        |
| 7 mars 2024      | Anvers           | Belgique         | Sportpaleis                                     |
| 8 mars 2024      | Paris            | France           | Zénith Paris                                    |
| 11 mars 2024     | Berlin           | Allemagne        | Mercedes-Benz Arena                             |
| 12 mars 2024     | Copenhague       | Danemark         | Royal Arena                                     |
| 14 mars 2024     | Oslo             | Norvège          | Oslo Spektrum                                   |
| 15 mars 2024     | Stockholm        | Suède            | Hovet                                           |
| 17 mars 2024     | Prague           | Tchéquie         | Sportovní hala Fortuna                          |
| 18 mars 2024     | Łódź             | Pologne          | Atlas Arena                                     |
| 20 mars 2024     | Munich           | Allemagne        | Olympiahalle                                    |
| 21 mars 2024     | Milan            | Italie           | Mediolanum Forum                                |
| 23 mars 2024     | Madrid           | Espagne          | WiZink Center                                   |
| 26 mars 2024     | Düsseldorf       | Allemagne        | PSD Bank Dome                                   |
| 27 mars 2024     | Amsterdam        | Pays-Bas         | Ziggo Dome                                      |
| 28 mars 2024     | Amsterdam        | Pays-Bas         | Ziggo Dome                                      |
| Océanie          |                  |                  |                                                 |
| 26 avril 2024    | Auckland         | Nouvelle-Zélande | Spark Arena                                     |
| 28 avril 2024    | Brisbane         | Australie        | Brisbane Entertainment Centre                   |
| 1er mai 2024     | Sydney           | Australie        | Qudos Bank Arena                                |
| 3 mai 2024       | Melbourne        | Australie        | Rod Laver Arena                                 |
| 4 mai 2024       | Melbourne        | Australie        | Rod Laver Arena                                 |
| Asie             |                  |                  |                                                 |
| 9 mai 2024       | Singapour        | Singapour        | Singapore Indoor Stadium                        |
| 11 mai 2024      | Jakarta          | Indonésie        | Beach City International Stadium                |
| 13 mai 2024      | Pasay City       | Philippines      | SM Mall of Asia Arena                           |
| 15 mai 2024      | Tokyo            | Japon            | Tokyo Garden Theatre                            |
| Amérique du Nord |                  |                  |                                                 |
| 29 mai 2024      | Hollywood        | États-Unis       | Hard Rock Live                                  |
| 31 mai 2024      | Tampa            | États-Unis       | MidFlorida Credit Union Amphitheatre            |
| 1er juin 2024    | Alpharetta       | États-Unis       | Ameris Bank Amphitheatre                        |
| 3 juin 2024      | Nashville        | États-Unis       | Bridgestone Arena                               |
| 5 juin 2024      | Charlotte        | États-Unis       | PNC Music Pavilion                              |
| 7 juin 2024      | Raleigh          | États-Unis       | Coastal Credit Union Music Park at Walnut Creek |
| 8 juin 2024      | Bristow          | États-Unis       | Jiffy Lube Live                                 |
| 11 juin 2024     | Philadelphia     | États-Unis       | Mann Center for the Performing Arts             |
| 13 juin 2024     | New York         | États-Unis       | Madison Square Garden                           |
| 14 juin 2024     | New York         | États-Unis       | Madison Square Garden                           |
| 15 juin 2024     | Mansfield        | États-Unis       | Xfinity Center                                  |
| 18 juin 2024     | Bridgeport       | États-Unis       | Hartford HealthCare Amphitheater                |
| 19 juin 2024     | Bangor           | États-Unis       | Maine Savings Amphitheater                      |
| 21 juin 2024     | Saratoga Springs | États-Unis       | Saratoga Performing Arts Center                 |
| 22 juin 2024     | Darien           | États-Unis       | Darien Lake Amphitheatre                        |
| 25 juin 2024     | Cincinnati       | États-Unis       | Riverbend Music Center                          |
| 26 juin 2024     | Cuyahoga Falls   | États-Unis       | Blossom Music Center                            |
| 28 juin 2024     | Toronto          | Canada           | Scotiabank Arena                                |
| 29 juin 2024     | Toronto          | Canada           | Scotiabank Arena                                |
| 7 juillet 2024   | Saint Paul       | États-Unis       | Xcel Energy Center                              |
| 9 juillet 2024   | Tinley Park      | États-Unis       | Credit Union 1 Amphitheatre                     |
| 10 juillet 2024  | Clarkston        | États-Unis       | Pine Knob Music Theatre                         |
| 12 juillet 2024  | Maryland Heights | États-Unis       | Hollywood Casino Amphitheatre                   |
| 13 juillet 2024  | Noblesville      | États-Unis       | Ruoff Music Centre                              |
| 16 juillet 2024  | Kansas City      | États-Unis       | Starlight Theatre                               |
| 17 juillet 2024  | Rogers           | États-Unis       | Walmart AMP                                     |
| 19 juillet 2024  | Denver           | États-Unis       | Ball Arena                                      |
| 20 juillet 2024  | West Valley City | États-Unis       | USANA Amphitheatre                              |
| 23 juillet 2024  | Auburn           | États-Unis       | White River Amphitheatre                        |
| 24 juillet 2024  | Ridgefield       | États-Unis       | RV Inn Style Resorts Amphitheater               |
| 26 juillet 2024  | Mountain View    | États-Unis       | Shoreline Amphitheatre                          |
| 27 juillet 2024  | Inglewood        | États-Unis       | Kia Forum                                       |
| 28 juillet 2024  | Inglewood        | États-Unis       | Kia Forum                                       |
| 30 juillet 2024  | Chula Vista      | États-Unis       | North Island Credit Union Amphitheatre          |
| 31 juillet 2024  | Phoenix          | États-Unis       | Talking Stick Resort Amphitheatre               |
| 2 août 2024      | Dallas           | États-Unis       | Dos Equis Pavilion                              |
| 3 août 2024      | Austin           | États-Unis       | Moody Center                                    |
| Europe           |                  |                  |                                                 |
| 23 août 2024     | Kilmainham       | Irlande          | Royal Hospital Kilmainham                       |
| 24 août 2024     | Kilmainham       | Irlande          | Royal Hospital Kilmainham                       |
| 27 août 2024     | Manchester       | Royaume-Uni      | Co-op Live                                      |
| 28 août 2024     | Leeds            | Royaume-Uni      | First Direct Arena                              |
| 30 août 2024     | Newcastle        | Royaume-Uni      | Utilita Arena                                   |
| 31 août 2024     | Aberdeen         | Royaume-Uni      | P&J Live                                        |
| 3 septembre 2024 | Londres          | Royaume-Uni      | The O2                                          |
| Total            |                  |                  |                                                 |